# Funiculaires de Valparaíso
 (mai 2021).
Si vous disposez d'ouvrages ou d'articles de référence ou si vous connaissez des sites web de qualité traitant du thème abordé ici, merci de compléter l'article en donnant les références utiles à sa vérifiabilité et en les liant à la section « Notes et références ».

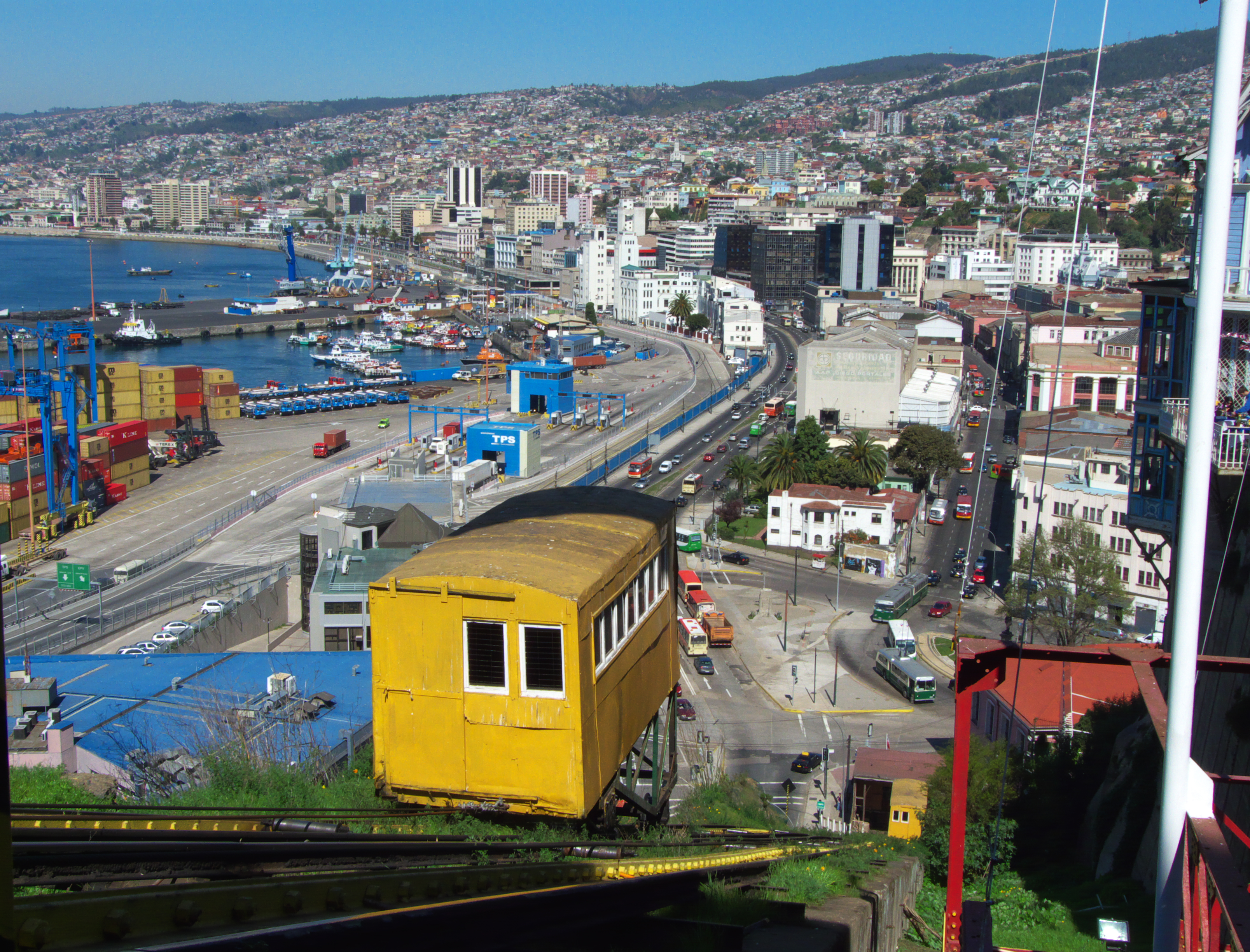
L'ascensor Artillería

Les funiculaires de Valparaíso, appelés localement ascensores, sont une des particularités les plus célèbres et les plus pittoresques de la ville de Valparaíso, au Chili. Ils ont été déclarés « Monuments historiques » par le Conseil des Monuments nationaux du Chili.
Valparaíso est construite sur un grand nombre de collines (les cerros) encadrant une large baie. La déclivité importante existant entre les différents secteurs résidentiels et la zone littorale basse (connue sous le nom de plan) où se concentre l’activité commerciale, administrative, industrielle et portuaire, constituent une gêne considérable pour les déplacements. Les funiculaires sonnt un moyen de transport adapté à cette réalité géographique. 
Le premier funiculaire de la ville, l’ascensor Concepción, date de 1883 et il fonctionnait alors à la vapeur. Aujourd’hui, Valparaíso compte quinze funiculaires, chacun d’eux reliant un des cerros au plan. Cinq d’entre eux sont  propriété municipale, les autres appartenant à des entreprises privées.

## Liste des funiculaires de Valparaíso

### Ascensor Artillería

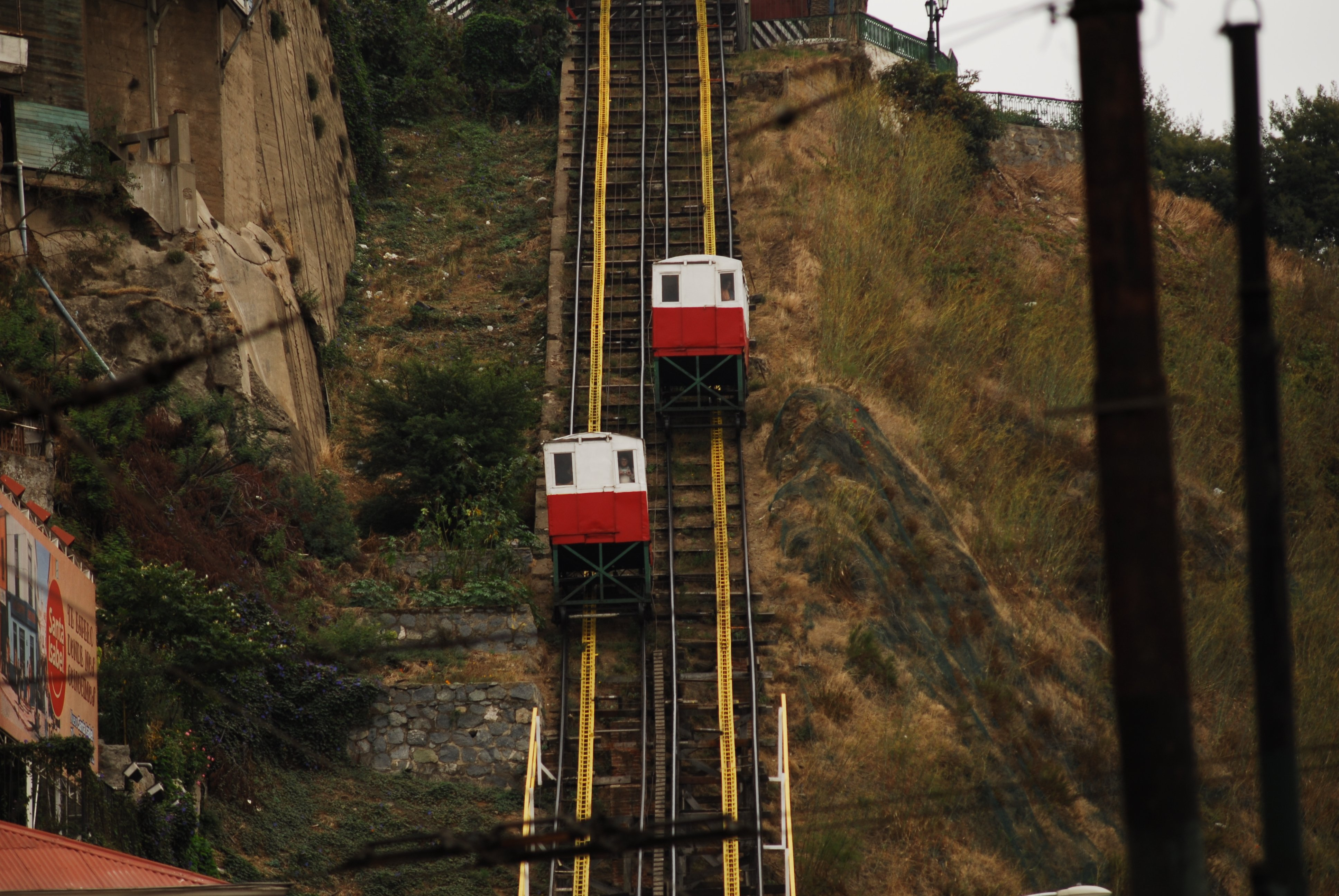
L'ascensor Artillería

Construit en 1912, il relie la Plaza Aduana avec le cerro Artillería. Sa longueur est de 175 m, son dénivelé de 48 m et le trajet dure 80 secondes. L’ascensor Artillería a pour particularité de posséder deux rames de 2 voitures, ce qui augmente la capacité de voyageurs.

### Ascensor Barón
D’une longueur de 75 m et d’un dénivelé de 30 m, l’ascensor Barón relie la Avenida España au cerro Barón en 35 secondes. Construit en 1906, il fut le premier funiculaire de la ville à être doté d’un moteur électrique. Il appartient à la municipalité.

### Ascensor Concepción

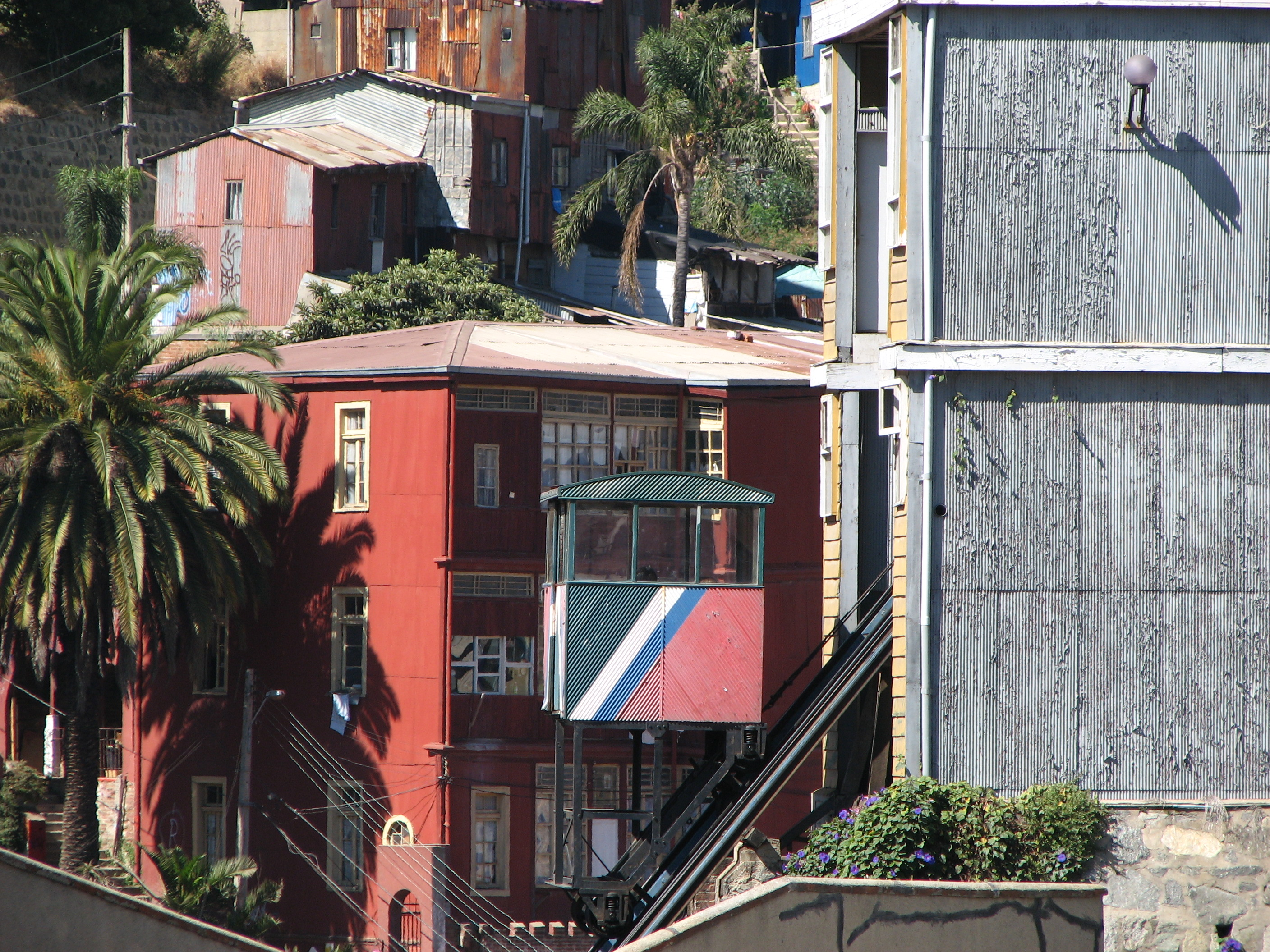
Ascensor Concepción

Inauguré en 1883, l’ascensor Concepción est le plus ancien funiculaire de Valparaíso. Il relie le cerro Concepción au plan. Son dénivelé est de 35 m, sa longueur de 70 m et la durée du trajet de 45 secondes. Il fonctionne par un système de contrepoids à eau.

### Ascensor Cordillera
Inauguré en 1894, il est le deuxième funiculaire le plus ancien de Valparaíso. Cependant, le funiculaire actuel est une construction plus moderne, car l’original a été détruit par un incendie. Son dénivelé est de 25 m, sa longueur de 60 et la durée du trajet de 30 secondes.

### Ascensor Espíritu Santo
Inauguré en 1911, il relie le plan au cerro Bellavista. Son dénivelé est de 20 m, sa longueur de 65 m et la durée de transport de 25 secondes. C'est le plus court de tous les funiculaires de Valparaíso. L’ascensor Espíritu Santo porte le nom d’une église aujourd’hui démolie.

### Ascensor Florida
Inauguré en 1906 sur le cerro Florida, il a un dénivelé de 40 m, une longueur de 138 m et une durée de transport de 85 secondes.

### Ascensor Larraín
Inauguré en 1909, il a un dénivelé de 35 m, une longueur de 68 m et une durée de transport de 35 secondes.

### Ascensor Lecheros
Inauguré en 1906, il est actuellement hors service à la suite d’un incendie. D’un dénivelé de 35 m, d’une longueur de 98 m et d’une durée de transport de 50 secondes, il a pour caractéristique de déboucher à la station supérieure, sur une passerelle piétonne qui le relie au cerro Lecheros.

### Ascensor Mariposas
Inauguré en 1904, il est l’ascenseur de Valparaíso qui possède le plus long parcours (160 m) et le plus haut point d’arrivée (80 m d’altitude). Il a aussi comme particularité de passer sous une rue, la calle Baquedano. La durée du trajet est d’une minute et 40 secondes.

### Ascensor Monjas
Inauguré en 1912, il a un dénivelé de 45 m, une longueur de 110 m et un trajet d’une minute.

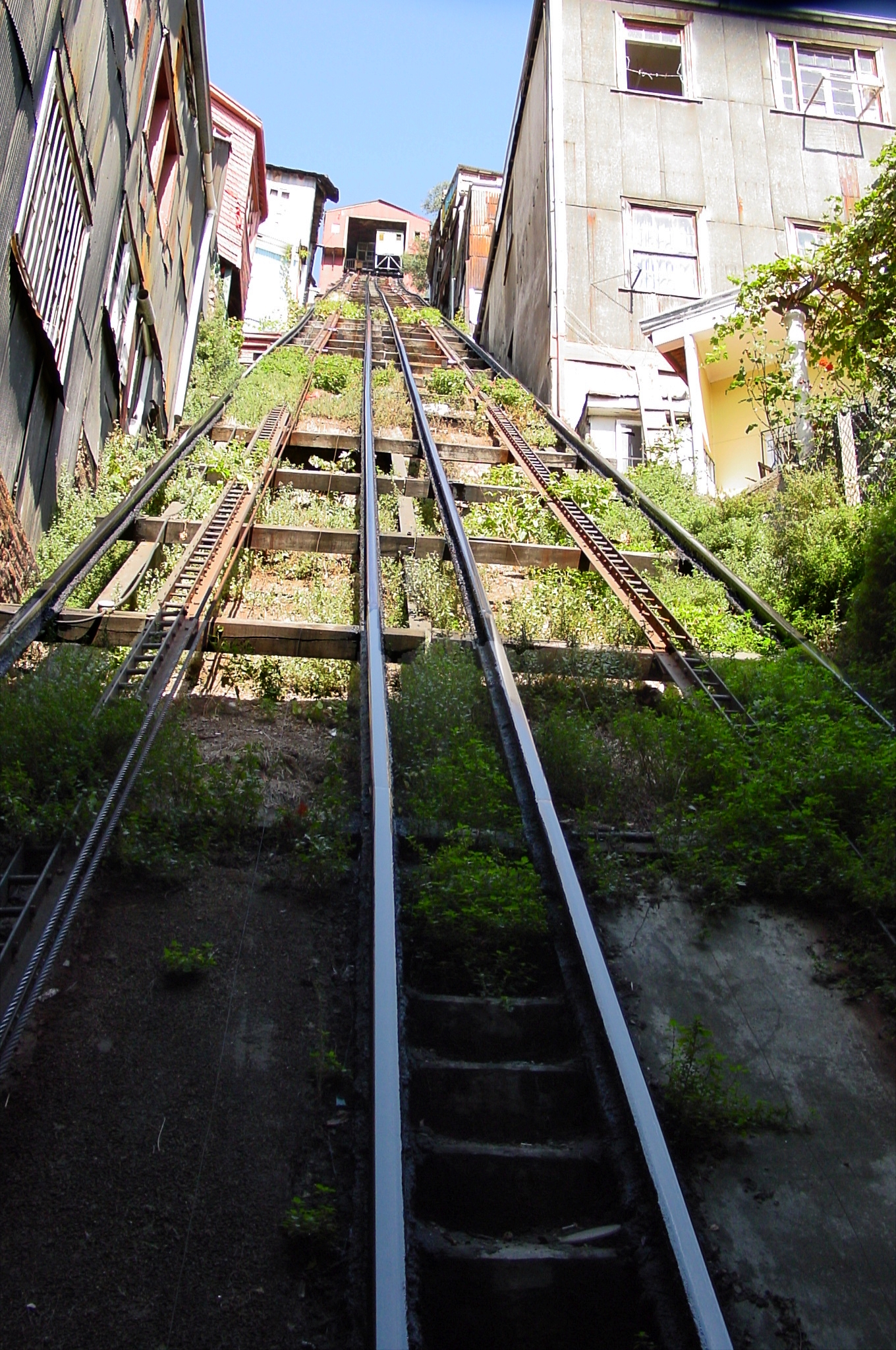
Ascensor Monjas

### Ascensor El Peral
Inauguré en 1902, il appartient aujourd’hui à la municipalité de Valparaíso. D’un dénivelé de 30 m, d’une longueur de 52 m et d’une durée de 45 secondes, il relie le plan au cerro Alegre. Il a été entièrement restauré en 2005. Depuis juin 2015 il est en réparation et devrait être à nouveau opérationnel en juin 2016.

### Ascensor Polanco

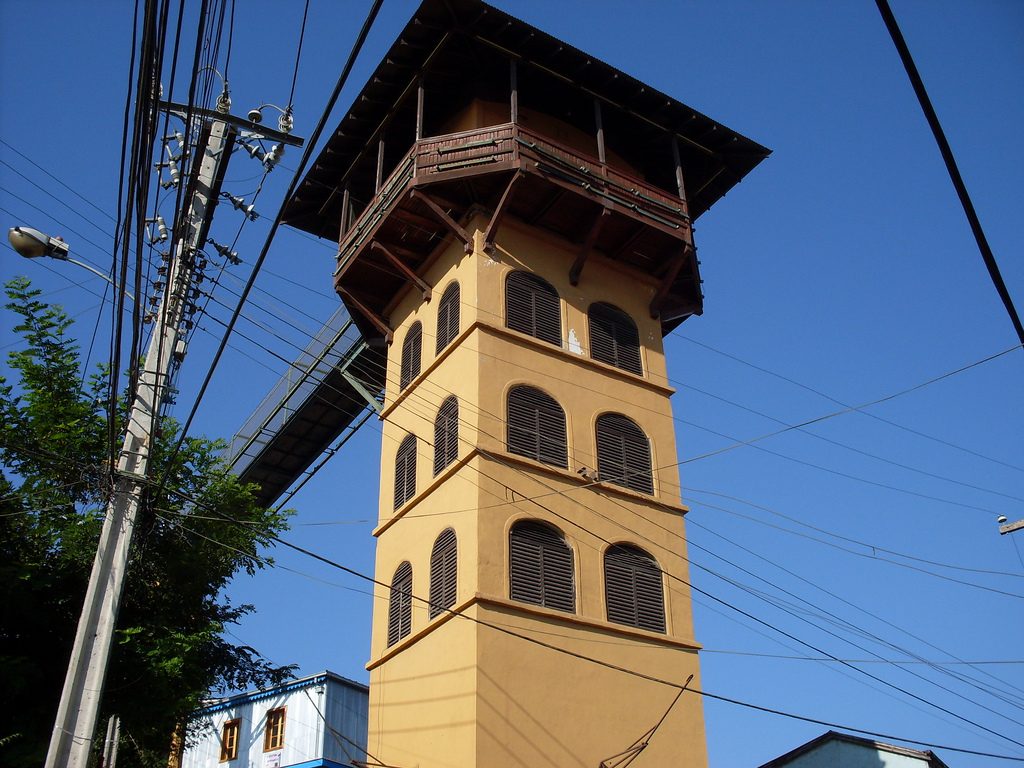
Ascensor Polanco

L’ascensor Polanco a la particularité de se déplacer verticalement, ce qui en fait le seul véritable ascenseur parmi les funiculaires de Valparaíso (il est semblable dans son fonctionnement à l'ascenseur Santa Justa de Lisbonne). La cabine monte et descend sur une hauteur de 60 m, à l’intérieur même du cerro Polanco puis dans une tour reliée au cerro par un pont de 48 m de longueur. L’accès inférieur à l’ascenseur se fait par un tunnel de 57 m de longueur. Construit de 1913 à 1915 sur les plans de l'ingénieur porteño Federico Page, il appartient à la municipalité. Le 10 juin 1976, il a été classé monument historique.

### Ascensor Reina Victoria
Inauguré en 1902, il est situé sur le cerro Concepción. 

### Ascensor San Agustín
Inauguré en 1913, il relie le plan au cerro Cordillera. Il est actuellement fermé pour travaux. 

### Ascensor Villaseca
Il a été inauguré en 1908 sur le cerro Playa Ancha. D’un dénivelé de 38 m, d’une longueur de 175 et d’une durée de 75 secondes, il passe au dessus de la rue Taqueadero.